# Dollar General
Dollar General ist eine US-amerikanische Warenhauskette mit Sitz in Goodlettsville, Tennessee, die Anfang 2023 über 170.000 Mitarbeiter in 19.104 Filialen beschäftigte. Gegründet wurde das Unternehmen 1939 von Cal Turner in Scottsville, Kentucky.
Dollar General war von 1968 bis 2007 ein börsennotiertes Unternehmen. Am 12. März 2007 wurde es zu einem Unternehmenswert von 7,3 Mrd. USD von der Investmentgesellschaft William Kravis Watson übernommen und im November 2009 zu einer Bewertung von 7,2 Mrd. USD wieder an die Börse gebracht.

## Sonstiges
Dollar General ist Hauptsponsor des Dollar General 300 auf dem Lowe’s Motor Speedway und des Dollar General 300 auf dem Chicagoland Speedway. Außerdem werden auch verschiedene Rennteams in der Nationwide Series und der Indy Car Series gesponsert.